# غلوريا غراهام (مصورة)
غلوريا غراهام (بالإنجليزية: Gloria Graham)‏ هي مصورة أمريكية، ولدت في 1940 في بومونت في الولايات المتحدة.